# Cichlasoma portalegrense
Cichlasoma portalegrense is een straalvinnige vissensoort uit de familie van de cichliden (Cichlidae). De wetenschappelijke naam van de soort is voor het eerst geldig gepubliceerd in 1870 door Hensel.

## Leefwijze
Deze vis kan worden gehouden in een aquarium, maar is niet geschikt voor een gezelschapsbak. Het dier heeft een nogal agressief karakter, vooral in de paaitijd.

## Verspreiding en leefgebied
Deze zoetwatersoort komt voor in Zuid-Amerika.